# بريط هزيل
بريط هزيل (الاسم العلمي:Dipcadi gracillimum) هو نوع من النباتات يتبع جنس البريط من الفصيلة الهليونية.